# Kapituła orderu
Kapituła orderu – kolegium kawalerów orderu, kilkuosobowa instytucja stojąca na straży honoru orderu, dla którego został ustanowiony. Przygotowuje i przedstawia do zatwierdzenia projekty zarządzeń i ustaw dotyczących orderu oraz opiniuje wnioski o jego nadanie. Dawniej decydowała również o przyjęciu do grona kawalerów. Na jej czele stoi zwykle Wielki Mistrz, będący w przypadku odznaczenia państwowego głową państwa nadającego order.

## Obecnie w Polsce
Członkami kapituł orderów mogą być tylko obywatele polscy. Każda kapituła orderu działa na podstawie statutu, który zatwierdza Prezydent Rzeczypospolitej Polskiej.
Istnieje pięć kapituł orderów: Kapituła Orderu Orła Białego, Kapituła Orderu Wojennego Virtuti Militari, Kapituła Orderu Odrodzenia Polski, Kapituła Orderu Krzyża Wojskowego i Kapituła Orderu Krzyża Niepodległości. Jedynym polskim orderem, który nie posiada kapituły, jest Order Zasługi Rzeczypospolitej Polskiej, nadawany cudzoziemcom i obywatelom polskim stale zamieszkałym za granicą.
Kapituła ma prawo wyrażania opinii we wszystkich sprawach dotyczących orderu, a w szczególności:
- opiniuje wnioski o nadanie lub pozbawienie orderu, wniesione przez Prezesa Rady Ministrów przed ich przedstawieniem Prezydentowi,
- może wystąpić do Prezydenta z inicjatywą nadania orderu lub jego pozbawienia,
- zapoznaje się z projektami aktów normatywnych dotyczących orderu,
- może występować do organów uprawnionych o podjęcie inicjatywy ustawodawczej w sprawach dotyczących orderu.

Kapituła po rozpatrzeniu przedstawionych jej wniosków o nadanie lub pozbawienie orderu podejmuje uchwały:
- o pozytywnym zaopiniowaniu wniosku,
- stwierdzające, że przedstawiony wniosek nie uzasadnia nadania lub pozbawienia orderu lub że wniosek nie może zostać uwzględniony z powodu niezgodności z obowiązującymi przepisami prawa.

Kapituła może przed wydaniem ostatecznej opinii zwrócić się do wnioskodawcy o uzupełnienie wniosku. Kapituła może zaproponować nadanie innej niż proponowana klasy orderu.